# Vlčí Jámy
Vlčí Jámy jsou malá vesnice, část obce Lenora v okrese Prachatice v Jihočeském kraji. Nachází se asi 2,5 kilometru západně od Lenory. V roce 2011 zde trvale žilo 22 obyvatel.
Vlčí Jámy je také název katastrálního území o rozloze 2,83 km².

## Název
Název vesnice je odvozen od polohy v blízkosti jam, do kterých se v době jejího vzniku chytali vlci. V historických pramenech se objevuje v německých tvarech: Wolfgruben (1735), Wolfsgruben (1790) a Wolfsgrub (1840).

## Historie
První písemná zmínka o vesnici pochází z roku 1735.

## Obyvatelstvo
| Rok            | 1869 | 1880 | 1890 | 1900 | 1910 | 1921 | 1930 | 1950 | 1961 | 1970 | 1980 | 1991 | 2001 | 2011 | 2021 |
| -------------- | ---- | ---- | ---- | ---- | ---- | ---- | ---- | ---- | ---- | ---- | ---- | ---- | ---- | ---- | ---- |
| Počet obyvatel | 173  | 198  | 220  | 253  | 175  | 164  | 176  | 55   | 52   | 48   | 35   | 26   | 29   | 22   | 17   |
| Počet domů     | 23   | 24   | 26   | 28   | 28   | 28   | 30   | 32   | 32   | 12   | 7    | 7    | 13   | 13   | 14   |

## Obecní správa
Při sčítání lidu v letech 1850–1959 Vlčí Jámy byly osadou obce Řasnice, se kterým patřily nejprve do okresu Prachatice, ale v roce 1950 v okrese Vimperk. Od roku 1960 jsou částí obce Lenora v okrese Prachatice.

## Pamětihodnosti
V zahradě u čp. 16 stojí boží muka.